# Paragonia arbocala
Paragonia arbocala là một loài bướm đêm trong họ Geometridae.